# 乌什地区圣玛格丽特
乌什地区圣玛格丽特（法語：Sainte-Marguerite-en-Ouche，法語發音：[sɛ̃t maʁɡərit ɑ̃.n‿uʃ]）是法国厄尔省的一个旧市镇，位于该省西南部，属于贝尔奈区。2016年1月1日，乌什地区圣玛格丽特和相邻的另外15个市镇合并为新市镇乌什地区梅尼勒（Mesnil-en-Ouche）。

## 地理
乌什地区圣玛格丽特（49°1'28"N, 0°39'28"E）面积5.35 平方千米，位于法国诺曼底大区厄尔省，该省份为法国北部内陆省份，北起滨海塞纳省，西接奧恩省和卡爾瓦多斯省，南至厄尔-卢瓦省，东临瓦兹省、瓦兹河谷省和伊夫林省。
与乌什地区圣玛格丽特接壤的市镇（或旧市镇、城区）包括：朗德佩勒斯。

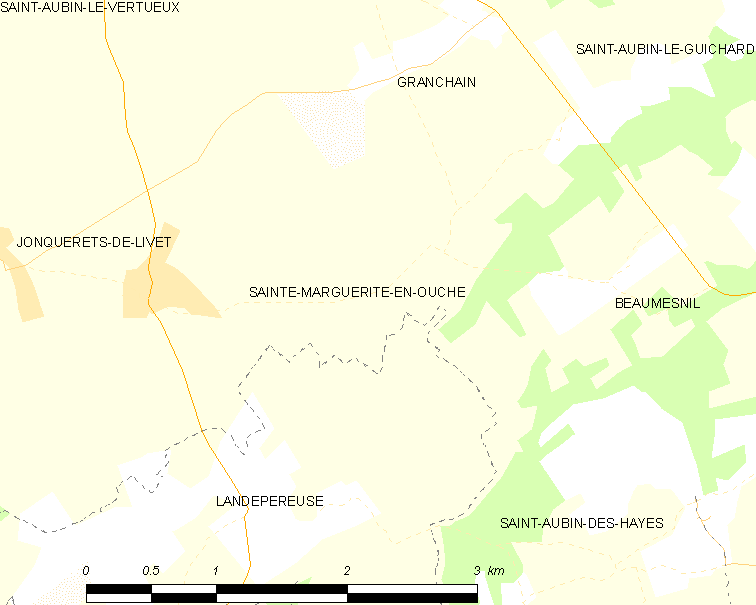
乌什地区圣玛格丽特的OSM定位图

乌什地区圣玛格丽特的时区为UTC+01:00、UTC+02:00（夏令时）。

## 行政
乌什地区圣玛格丽特的邮政编码为27410，INSEE市镇编码为27566。

## 政治
乌什地区圣玛格丽特所属的省级选区为贝尔奈县。

## 人口

1962-2008年间乌什地区圣玛格丽特人口变化图示

乌什地区圣玛格丽特于2018年1月1日时的人口数量为98人。